# Graf symetryczny
Graf symetryczny – graf skierowany taki, że jeżeli istnieje krawędź {\displaystyle \langle v_{i},v_{j}\rangle ,} to istnieje też krawędź {\displaystyle \langle v_{j},v_{i}\rangle .}
Graf asymetryczny ma własność: jeżeli istnieje krawędź {\displaystyle \langle v_{i},v_{j}\rangle ,} to nie istnieje krawędź {\displaystyle \langle v_{j},v_{i}\rangle .}